# Stadion Miejski im. Witolda Terleckiego w Grajewie
Stadion Miejski im. Witolda Terleckiego w Grajewie – stadion piłkarski, na którym swoje spotkania ligowe rozgrywa Warmia Grajewo.

## Historia
Stadion Miejski w Grajewie posiada jedną trybunę żelbetową z zapleczem i częściowym zadaszeniem, po zachodniej stronie boiska. Od 2006 roku obiekt, wskutek apelu kibiców Warmii Grajewo, nosi imię Witolda Terleckiego – miejscowego piłkarza i twórcy klubu.